# Герб Масандри
Герб Масандри затверджений 7 травня 2007 р. рішенням Масандринської селищної ради.

## Опис малого герба
У червоному полі із синьою ламаною в п'ять зламів, середній з яких вищий за інші, тонко облямованою сріблом главою, срібний будинок головного корпуса агропромислового об'єднання «Масандра». У главі два золоті ґрона винограду, з'єднані між собою золотою лозою, викладеною у вигляді літери М.

## Значення символів
У гербі увічнена праця виноробів Масандри. Виноградна лоза у вигляді літери М символізує назву селища. Крім того, у проекті герба зображений будинок головного корпуса агропромислового об'єднання «Масандра», що символізує найкращі у світі підвали, де зберігаються і виробляються найкращі у світі вина. Зигзагоподібна вершина відбиває гірський ландшафт околиць селища, неперевершену красу масандрівських пейзажів.

## Символіка кольорів
Синій символізує красу і велич, блакитне небо і синє море, червоний — життєствердну силу і працю.

## Опис великого герба
Щит з гербом міста вписаний у золотий картуш і увінчаний золотою баштовою короною, через яку виникає золоте сонце; щитотримачі — два золотих леви, що спираються на червону девізну стрічку з золотим написом МАССАНДРА; під стрічкою золотий орнамент із сплетіння стилізованої виноградної лози з ґроном винограду в центрі.